# Liwa (gromada)
Liwa – dawna gromada, czyli najmniejsza jednostka podziału terytorialnego Polskiej Rzeczypospolitej Ludowej w latach 1954–1972.
Gromady, z gromadzkimi radami narodowymi (GRN) jako organami władzy najniższego stopnia na wsi, funkcjonowały od reformy reorganizującej administrację wiejską przeprowadzonej jesienią 1954 do momentu ich zniesienia z dniem 1 stycznia 1973, tym samym wypierając organizację gminną w latach 1954–1972.
Gromadę Liwa z siedzibą GRN w Liwie utworzono – jako jedną z 8759 gromad na obszarze Polski – w powiecie ostródzkim w woj. olsztyńskim na mocy uchwały nr 22 WRN w Olsztynie z dnia 4 października 1954. W skład jednostki weszły obszary dotychczasowych gromad Liwa, Zalewo i Wielimowo oraz miejscowość Rogowo z dotychczasowej gromady Boguszewo ze zniesionej gminy Miłomłyn w tymże powiecie. Dla gromady ustalono 11 członków gromadzkiej rady narodowej.
Gromadę zniesiono 31 grudnia 1961, a jej obszar włączono do gromad Miłomłyn (wsie Liwa, Glimy, Lubień, Wielimowo i Zalewo oraz PGR Rogowo) i Samborowo (kolonie Gil Mały, Gil Wielki i Ostrów Wielki) w tymże powiecie.